# Катастрофа Avro 146 под Бассерсдорфом
Катастрофа Avro 146 под Бассерсдорфом — авиационная катастрофа, произошедшая в субботу 24 ноября 2001 года. Авиалайнер Avro 146-RJ100 Regional Jet авиакомпании «Crossair» совершал рейс LX3597 по маршруту Берлин—Цюрих, но при заходе на посадку рухнул в лес в 4 километрах от аэропорта Цюриха. Из находившихся на его борту 33 человек (28 пассажиров и 5 членов экипажа) погибли 24.

## Самолёт
Avro 146-RJ100 Regional Jet (регистрационный номер HB-IXM, заводской E3291, серийный 291) был выпущен в 1996 году (первый полёт совершил 16 августа). 22 августа того же года был передан авиакомпании Crossair. Оснащён четырьмя турбовентиляторными двигателями Lycoming LF507-1F. На день катастрофы совершил 11 518 циклов «взлёт-посадка» и налетал 13 194 часа.

## Экипаж и пассажиры
Самолётом управлял опытный экипаж, состав которого был таким:
- Командир воздушного судна (КВС) — 57-летний Ханс-Ульрих Лутц (нем. Hans-Ulrich Lutz). Очень опытный пилот, проработал в авиакомпании Crossair 22 года и 9 месяцев (с 28 января 1979 года). Управлял самолётами SA-226, SA-227, Saab 340 и McDonnell Douglas MD-80. В должности командира Avro 146-RJ100 — с 1994 года. Налетал 19 555 часов, 19 441 из них на Avro 146-RJ100.
- Второй пилот — 25-летний Штефан Лёрер (нем. Stefan Löhrer). Опытный пилот, проработал в авиакомпании Crossair 1 год и 4 месяца (с 9 июля 2000 года). В должности второго пилота Avro 146-RJ100 — с 8 января 2001 года (кроме того, у него был опыт пилотирования этого самолёта в качестве КВС). Налетал 490 часов, все на Avro 146-RJ100 (81 из них в качестве КВС).

В салоне самолёта работали трое бортпроводников.
| Гражданство             | Пассажиры | Экипаж | Всего |
| ----------------------- | --------- | ------ | ----- |
| Канада                  | 1         | 0      | 1     |
| Германия                | 10        | 0      | 10    |
| Гана                    | 1         | 0      | 1     |
| Израиль                 | 3         | 0      | 3     |
| Нидерланды              | 1         | 0      | 1     |
| Швейцария               | 2         | 5      | 7     |
| Испания                 | 1         | 0      | 1     |
| Великобритания / Швеция | 1         | 0      | 1     |
| США / Германия          | 1         | 0      | 1     |
| Не указано              | 7         | 0      | 7     |
| Всего                   | 28        | 5      | 33    |

Среди пассажиров на борту самолёта находились:
- «Passion Fruit[англ.]», немецкая женская поп-группа в составе:
  - Мария Серрано-Серрано (нем. Maria Serrano-Serrano; погибла).
  - Дебора Сен-Маартен (нем. Deborah St. Maarten; выжила, получив серьёзные ранения).
  - Натали ван Хет Энде (нем. Nathalyie van Het Ende; погибла).
- Мелани Торнтон (погибла) — бывшая солистка немецкого дуэта «La Bouche». Она летела в Цюрих для участия в продвижение своей песни «Wonderful Dream (Holidays Are Coming)» и первого сольного альбома «Ready To Fly» («Готова к полёту»).
- Жаклин Бадран[англ.] (нем. Jacqueline Badran; выжила, не получив ранений) — швейцарская бизнесвумен и политик.

## Катастрофа
Рейс LX3597 вылетел из Берлина в Цюрих в 21:01 CET.
Из-за плохих погодных условий экипаж не нашёл взлётную полосу № 28 аэропорта Клотен. ВПП должна была быть закрыта для приёма самолётов, но неопытная девушка-авиадиспетчер (единственная в ту ночь в аэропорту Цюриха) не решилась ни полностью закрыть аэропорт, ни открыть другую взлётную полосу, которая закрывалась на ночь из-за жалоб жителей окрестных домов. Вместо этого она продолжала вести рейс 3597 на полосу № 28.
Командир продолжил снижение и слишком поздно принял решение об уходе на второй круг, в результате чего в 22:07 CET рейс LX3597 правым крылом задел верхушки деревьев и у него загорелся один из левых двигателей (1-й крайний); после лайнер продолжил снижение и в итоге врезался в землю и полностью разрушился. Из 33 человек, находившихся на борту самолёта, погибли 24 (21 пассажир и 3 члена экипажа — оба пилота и бортпроводник), остальные 9 человек (7 пассажиров и 2 бортпроводника) выжили, получив ранения.

## Расследование
Расследование причин катастрофы рейса LX3597 проводило Бюро по расследованию авиационных происшествий Швейцарии (AAIB).

## Культурные аспекты
- Катастрофа рейса 3597 показана в 10 сезоне канадского документального телесериала Расследования авиакатастроф в серии Последняя ошибка пилота.
- Доходы от песни «I’m Dreaming Of… A Winter Wonderland» (посмертной композиции группы «Passion Fruit», вышедшей 3 декабря 2001 года) были направлены выжившим и семьям погибших в катастрофе.